# Чжоу Шэнсянь
Чжо́у Шэнся́нь (кит. упр. 周生贤, пиньинь Zhōu Shēngxián) — министр по охране окружающей среды Китайской народной републики с 2008 года, член ЦК Коммунистической партии Китая с 2007 года. Бывший руководитель Государственного управления по охране окружающей среды, до этого — глава Госуправления лесного хозяйства Китая.

## Биография и карьера
Чжоу Шэнсянь родился в декабре 1949 года в городе Учжун провинции Нинся на северо-западе Китая. В 1968 году начал работать. В 1972 году окончил Учжунский институт, получив специальность инженера, и вступил в Коммунистическую партию Китая (КПК). В том же году стал учителем в провинции Шэньси в уезде Тунсинь, потом - заместителем главы уезда Тунсинь, затем пошел по партийной линии (был секретарем Тунсиньского уездного парткома, Сицзиского уездного парткома).
В 1986 году окончил Центральную партийную школу в Пекине. В 1989—1990 годах был заместителем генерального секретаря правительства Нинся-Хуэйский автономного района, а с 1990 по 1993 — генеральным секретарем. В мае 1993 года Чжоу Шэнсянь стал заместителем губернатора района. Занимал этот пост до марта 1998 года, затем был включён в состав постоянной Комиссии при парткоме района. В 2000 году был назначен руководителем Государственного управления лесного хозяйства страны.
В декабре 2005 года Чжоу Шэнсянь был назначен на пост руководителя Государственного управления по охране окружающей среды КНР. Согласно официальным заявлениям китайских властей, Се Чжэньхуа, ранее возглавлявший ведомство, ушёл в отставку по собственному желанию. Госсовет Китая отставку принял. Пояснялось, что отставка была связана с загрязнением притока Амура — реки Сунгари, произошедшем в результате взрыва на химическом заводе в провинции Цзилинь в ноябре 2005 года.
В январе 2006 года американская газета «Los Angeles Times», со ссылкой на слова Чжоу Шэнсяня, сообщила, что в Китае могут произойти не менее сотни аварий, подобных той, что привела к загрязнению Сунгари. Газета утверждала, что, после инцидента с отравлением Сунгари, китайские власти изучили состояние более чем 21 тысячи химических заводов, расположенных на берегах рек. При этом выяснилось, что работа многих из них организована таким образом, что угрожает китайцам и жителям соседних с Китаем территорий экологической катастрофой. 23 августа стало известно, что в Сунгари вновь попали токсичные отходы с химического завода: местные жители сообщили властям, что вода в реке изменила цвет и на поверхности реки появилась пена.
12 сентября 2006 года Чжоу Шэнсянь и министр природных ресурсов России Юрий Петрович Трутнев подписали итоговый Протокол первого заседания Подкомиссии по сотрудничеству России и КНР в области охраны окружающей среды. Они обсудили план действий по реализации российско-китайского договора о добрососедстве, дружбе и сотрудничестве на 2005—2008 годы. Представители природоохранных ведомств также согласились создать рабочие группы по предотвращению загрязнения окружающей среды и взаимодействию при чрезвычайных ситуациях экологического характера, по мониторингу, предотвращению загрязнения трансграничных водных объектов и их охране, а также рабочую группу по вопросам трансграничных особо охраняемых природных территорий и сохранения биологического разнообразия.
На заседании подкомиссии Чжоу Шэнсянь также объявил, что правительство Китая планирует до 2010 года потратить на охрану реки Сунгари от загрязнения 1,7 миллиарда долларов. По его словам, Китай разработал программу по очистке вод трансграничных объектов, а также внёс корректировки в политику по охране окружающей среды.
В 2007 году Чжоу Шэнсянь вошел в состав Центрального комитета КПК. В 2008 году Госуправление по охране окружающей среды было превращено в министерство. Чжоу Шэнсянь получил пост министра охраны окружающей среды КНР.

## Награды
- Благодарность Президента Российской Федерации (23 августа 2010 года, Россия) — за большой вклад в развитие российско-китайского сотрудничества в сфере охраны окружающей среды[10].